# PARTY7
『PARTY7』（パーティーセブン）は、2000年に公開された日本映画。監督は石井克人、主演は永瀬正敏。

## キャスト
- 三木シュンイチロウ：永瀬正敏
- オキタソウジ：浅野忠信
- キャプテンバナナ（フクダハンモリ）：原田芳雄
- ソノダシンゴ：堀部圭亮
- トドヒラトドヘイ：岡田義徳
- ミツコシカナ：小林明美
- イソムラ忠：我修院達也
- 森下：森下能幸
- 出崎親分：島田洋八
- 精神科医：大杉漣
- 坂上のオバちゃん：松金よね子
- オキタリュウジロウ：岡本信人
- コンビニ店員：加瀬亮
- 深ヅメ（白クマ）：津田寛治
- 鬼塚大吉園長先生：田中星児
- 親戚：田中要次
- ヒサトミ：久富昌信
- アサヒナ：朝比奈秀雄
- 看護婦：留美

## スタッフ
- 監督・脚本・編集：石井克人
- 音楽：ジェイムス下地
- オープニングアニメーション：マッドハウス
- アニメーションディレクター：小池健
- アニメーション演出：田中洋之
- アニメーション原画：小池健、川尻善昭、ピーター・チョン
- 撮影：町田博
- 照明：木村太朗
- 録音：森浩一
- 美術：都築雄二
- 編集：土井由美子
- 助監督：増田天平、兼重淳、成瀬朋一、桑原弘明
- 造型：原口智生
- VFX：オムニバス・ジャパン
- 技斗：佐々木修平
- ガンエフェクト：BIGSHOT
- MA：東京テレビセンター
- 現像：IMAGICA
- アニメーションプロデューサー：丸山正雄
- プロデュース：飯泉宏之、滝田和人、古賀俊价、和田倉和利
- 製作協力：シネバザール、エスワン・ティースリー
- 製作：東北新社